# SO Cholet
Der Stade Olympique Choletais oder kurz SO Cholet ist ein französischer Fußballverein aus Cholet.
Die Vereinsfarben sind Rot und Schwarz. Die Ligamannschaft tritt im Stade Pierre-Blouen an, das heutzutage nur noch über eine Kapazität von rund 700 Zuschauerplätzen verfügt.

## Geschichte
Gegründet wurde der Verein im Mai 1913 als Club Olympique Choletais. Um 1950 nahm er seinen bis ins 21. Jahrhundert geltenden Namen an. Während des und kurz nach dem Zweiten Weltkrieg begann der COC damit, sich auch über die engere Herkunftsregion hinaus einen guten Namen zu machen. 1946 und 1947 gewann er die Meisterschaft der regionalen Division d’Honneur, wurde 1953, 1957 und 1958 Meister der Westfrankreich-Gruppe der neu geschaffenen höchsten Amateurliga und galt damals aufgrund seiner Spielkultur als „Stade Reims des Amateurfußballs“. 1957 erreichte Cholet sogar das Endspiel um die französische Amateurmeisterschaft, in dem der SOC allerdings gegen US Maubeuge unterlag.
Der Verein ist selbst in seinen sportlich erfolgreichsten Zeiten (siehe hierunter) nie der Versuchung erlegen, sich durch finanzielle „Kraftakte“ auf das Niveau seiner großen professionellen Nachbarn SCO Angers und FC Nantes zu heben, und blieb so von Konkursen bisher verschont. Lediglich in der zweiten Hälfte der 1970er Jahre bedurfte es einmal einer kurzzeitigen Unterstützung durch die Stadtväter von Cholet.

## Ligazugehörigkeit und Erfolge
Der Verein hat bisher noch nie Profistatus besessen und auch noch nie in der höchsten französischen Liga gespielt, war aber ein Jahr lang (1975/76) in der zweiten Division vertreten, aus der er als Gruppenvorletzter aber prompt wieder abstieg. In dieser Saison wies SO Cholet einen mittleren Zuschauerzuspruch von rund 2.700 Besuchern auf, begrüßte bei seiner Heimpremiere sogar 5.500 zahlende Zuschauer, konnte sich aber auch als Drittligist Ende der 1960er und in den frühen 1980ern durchweg auf eine deutlich vierstellige Besucherzahl im Stade Pierre-Blouen verlassen.
Im Pokalwettbewerb um die Coupe de France haben CO beziehungsweise SO Cholet es zwischen 1933 und 2001 auf insgesamt 14 Hauptrundenteilnahmen gebracht, mit Schwerpunkten zwischen Anfang der 1940er und Mitte der 1950er sowie in der zweiten Hälfte der 1980er Jahre. Bei insgesamt fünf Austragungen hat Cholet das Zweiunddreißigstelfinale überstanden (1940, 1941, 1964, 1969 und 1988) und 1939/40 sogar das Achtelfinale erreicht. Dazu war dem COC zunächst ein viel beachteter 2:0-Sieg über Stade Rennes UC gelungen. Im Februar 1940, wenige Wochen vor dem deutschen Einmarsch in Frankreich, unterlag er dann allerdings dem späteren Wettbewerbsgewinner Racing Paris in Saint-Ouen mit 0:8, als dessen Sturmasse René Roulier, Jules Mathé und Heinrich Hiltl (zusammen sieben Treffer) in bester Torlaune waren.
2014/15 trat Stade Olympique Choletais im fünftklassigen Championnat de France Amateur 2 an; in dieser Spielzeit gelang ihm auch wieder einmal der Einzug in die Pokalhauptrunde, wobei er darin das Sechzehntelfinale erreichte. Zur Saison 2017/18 sind die Choletais in die dritte Liga aufgestiegen.

## Bekannte ehemalige Spieler und Trainer
- Camille Cottin, 1944 bis 1948 Trainer
- René Guhel, Spieler in den 1950ern und Trainer Ende der 1970er
- Claude Klimek, 1982–1984
- Simon Pouplin, als Jugendlicher, bis 2000
- Jean-Claude Suaudeau, bei Cholet bis 1960, später französischer Nationalspieler
- Tamatoa Wagemann, 2007–2010, tahitischer Nationalspieler